# Zdzisław Kostrzewa
Zdzisław Kostrzewa (Breslavia, 26 ottobre 1955 – Melbourne, 18 maggio 1991) è stato un calciatore polacco, di ruolo portiere.
È morto in un incidente stradale a Melbourne, in Australia, nel 1991.

## Carriera
Con la Nazionale polacca ha preso parte ai Mondiali 1978.